# Le Manoir de l'Abbaye
Le Manoir de l'Abbaye, aussi traduit L'Abbaye de Grange (The Adventure of the Abbey Grange en version originale), est l'une des cinquante-six nouvelles d'Arthur Conan Doyle mettant en scène le détective Sherlock Holmes. Elle est parue pour la première fois dans la revue britannique Strand Magazine en septembre 1904, avant d'être regroupée avec d'autres nouvelles dans le recueil Le Retour de Sherlock Holmes (The Return of Sherlock Holmes). Le manuscrit original de l’œuvre est conservé aujourd'hui à la Fondation Martin Bodmer.

## Résumé

### Mystère initial
Holmes réveille Watson tôt dans la matinée et tous deux partent en province par le train, en direction du manoir de l'Abbaye, situé dans le Kent. Holmes montre alors à Watson un télégramme que lui a envoyé l'inspecteur Stanley Hopkins en pleine nuit, lui demandant de se rendre rapidement au manoir. En analysant les caractéristiques du télégramme, Holmes parvient à deviner qu'Eustace Brackenstall, le maître du domaine, a été assassiné. En effet, une fois arrivés, lady Brackenstall leur raconte les évènements de la veille au soir. Alors qu'elle vérifiait à 23 h passées que les fenêtres du manoir étaient bien fermées avant de se coucher, elle en trouva une ouverte dans la salle à manger. En tirant le rideau pour accéder à la poignée, elle découvrit un homme derrière qui venait d'entrer dans la pièce, suivi par deux acolytes. Elle n'eut pas le temps de crier, le premier homme l'ayant immédiatement frappée au visage au point qu'elle perde connaissance. En se réveillant, elle se trouvait bâillonnée et ligotée à une chaise à l'aide de la corde de la sonnette de la cuisine qui avait été arrachée. C'est alors que son mari, probablement attiré par des bruits suspects, arriva dans la salle à manger. L'un des intrus se précipita alors sur lui et lui asséna un violent coup de tisonnier à la tête qui le blessa mortellement. Les trois agresseurs burent alors chacun un verre de vin pour se remettre de leurs émotions, puis s'enfuirent rapidement avec de l'argenterie. Lady Brackenstall parvint petit à petit à se défaire de son bâillon et ses cris parvinrent à faire venir sa femme de chambre Theresa Wright. Celle-ci, qui confirme avoir trouvé sa protégée dans cet état critique, presse le détective d'arrêter leur interrogatoire, la maîtresse de maison ayant besoin de repos après le choc de l'agression.
Holmes apprend auparavant que lady Brackenstall, originaire d'Australie du Sud, est venue en Angleterre il y a un an et demi, et que sir Brackenstall était un homme souvent ivre, qui se comportait particulièrement mal avec sa femme et le reste du personnel dans ces moments-là.

### Résolution
Les trois hommes décrits par lady Brackenstall évoquent immédiatement à Stanley Hopkins un gang de voleurs constitué d'un père âgé et de ses deux fils, ayant déjà commis un vol d'importance dans la région peu auparavant. Holmes est donc déçu de voir que l'affaire sera close dès que les trois hommes seront retrouvés sans qu'il ait à utiliser ses talents de détective. Il inspecte cependant la salle à manger où se trouve encore le corps d'Eustace Brackenstall. Tout confirme le récit de la maîtresse de maison, mais Holmes remarque un détail surprenant (qu'il ne révèle pas immédiatement) relatif aux trois verres à vin et à la bouteille encore à moitié pleine qui se trouve à côté. Il repart finalement avec Watson, l'arrestation des trois voleurs étant du ressort de Scotland Yard.
Pendant le trajet, Holmes reste méditatif, puis décide soudainement de faire demi-tour, persuadé que le récit de lady Brackenstall est entièrement faux. Les éléments qui l'ont mis sur la piste d'une mise en scène sont les suivants :
- le groupe des trois voleurs a fait beaucoup de bruit dans la presse, et leur description aurait pu être utilisée pour lancer l'enquête sur une fausse piste ;
- le groupe avait réussi un précédent vol peu de temps auparavant, et ne devait pas avoir besoin de récidiver si rapidement ;
- le vol s'est fait trop tôt dans la soirée par rapport à un vol habituel ;
- il est étrange que l'un des voleurs ait frappé lady Brackenstall pour éviter qu'elle crie, alors que c'est précisément un tel coup qui aurait dû déclencher un cri ;
- il est étrange qu'ils aient tué Eustace Brackenstall alors qu'ils pouvaient facilement le maîtriser à trois ;
- il est étrange qu'ils n'aient volé que peu d'argenterie ;
- il est étrange qu'ils n'aient pas fini la bouteille de vin ;
- l'analyse des verres conduit à penser que seuls deux verres ont été utilisés, et que le troisième a été maquillé pour donner l'impression qu'il avait servi.

En revenant au manoir, il inspecte la corde qui a permis de ligoter lady Brackenstall. Il remarque que son extrémité donne effectivement l'impression qu'elle a été arrachée de son support, mais l'extrémité restée au plafond montre au contraire que la corde a été élimée avec un couteau. Cela confirme l'idée de mise en scène. D'après Holmes, le véritable meurtrier est un marin mesurant 1,90 m.
Holmes demande à lady Brackenstall et Theresa Wright de lui dire la vérité. Bien que les deux femmes affirment avoir tout dit, Watson remarque leur inquiétude. Holmes part finalement enquêter dans un grand port anglais assurant la liaison entre l'Angleterre et l'Australie du Sud, et quelques indices lui permettent de comprendre qu'un marin dénommé Jack Croker est l'auteur du crime de la veille. Holmes demande à rencontrer Croker à Baker Street. Lorsque celui-ci arrive, il avoue avoir rencontré lady Brackenstall lors de son voyage vers l'Angleterre et être tombé amoureux d'elle. Il ne s'est cependant pas montré jaloux lorsqu'elle s'est mariée avec sir Brackenstall, ce qui l'importait étant le bonheur de la jeune femme. Il continua à la voir à quelques reprises, et apprit qu'elle était maltraitée par son mari. La veille, il vint la voir une dernière fois dans la salle à manger, mais sir Brackenstall les surprit et insulta sa femme de tous les noms. Croker donna alors un coup de tisonnier mortel au maître de maison, non sans avoir lui-même reçu de violents coups de canne au bras. L'idée d'une mise en scène de vol fut ensuite montée par lady Brackenstall et sa femme de chambre pour protéger le marin. Holmes, qui comprend que Croker n'est pas à blâmer, décide de le laisser repartir sans révéler la vérité à Stanley Hopkins.

## Adaptations
La nouvelle a été adaptée en 1986 dans la série télévisée Sherlock Holmes. Cet épisode est le 15e de la série et s'intitule Le Mystère d'Abbey Grange.
A noter également que cet épisode figure parmi les six enquêtes à résoudre dans le jeu vidéo d'aventures Sherlock Holmes : Crimes et Châtiments développé par Frogwares en 2014.

## Livre audio en français
- Arthur Conan Doyle, L'Abbaye de Grange [« The Adventure of the Abbey Grange »], Paris, La Compagnie du Savoir, coll. « Les enquêtes de Sherlock Holmes », 2011 (EAN 3661585198772, BNF 42478267)Narrateur : Cyril Deguillen ; support : 1 disque compact audio ; durée : 1 h 19 min environ ; référence éditeur : La Compagnie du Savoir CDS096. Le nom du traducteur n'est pas indiqué.